# Quinoa
Quinoa a német Tangerine Dream együttes negyvenhatodik albuma.

## Történet
A Quinoa eredetileg limitált kiadású, 1000 példányszámban jelent meg. Különleges ajándékként küldték ki a már megszűnt hivatalos TD International Fan Club tagjai számára, a fennmaradó példányokat pedig 1997-ben német turnéjukon értékesítették. A CD-n egyetlen szám, a 28 perces "Quinoa" kompozíció volt.
Az albumot 1998-ban a TDI music újra kiadta. Ezúttal nem korlátozták a példányszámot, és az albumon két bónusz szám is hallható: a  "Voxel Ux" és a "Lhasa".
2009 márciusában a Quinoa újra kiadásra került a Membran Music Ltd. kiadásában, megújult borítóval, a banda digipak sorozatának részeként.

## Az album dalai
|    | Cím      | Szerző(k)                   | Hossz |
| -- | -------- | --------------------------- | ----- |
| 1. | Voxel Ux | Jerome Froese               | 11:59 |
| 2. | Quinoa   | Edgar Froese, Jerome Froese | 28:25 |
| 3. | Untitled | Edgar Froese                | 9:49  |